# Bálint Vécsei
Bálint Vécsei (sinh ngày 13 tháng 7 năm 1993, ở Miskolc) là một cầu thủ bóng đá người Hungary hiện tại thi đấu cho đội bóng Thụy Sĩ FC Lugano theo dạng cho mượn từ Bologna F.C. 1909.

## Sự nghiệp câu lạc bộ
Anh bắt đầu chơi bóng tại trường tiểu học Kazinczy Ferenc ở Kazincbarcika. Vì bố anh là giáo viên địa lý-thể dục, anh lập tức có tình yêu với bóng đá. Vécsei khởi đầu sự nghiệp tại đội trẻ của Kazincbarcikai SC.

### Budapest Honvéd
Ngày 28 tháng 7 năm 2008, Budapest Honvéd ký hợp đồng với anh. Vào ngày 11 tháng 5 năm 2011, anh có trận đấu tại Giải vô địch Hungary đầu tiên trước Győri. Trong mùa giải 2012-13, anh thi đấu 28 trận và ghi 4 bàn.

### Bologna
Ngày 18 tháng 8 năm 2015, anh được ký bởi câu lạc bộ Serie A Bologna F.C. 1909. Cùng thời điểm đó, anh được cho mượn đến U.S. Lecce.

#### Lugano
Vào ngày 13 tháng 7 năm 2016, Vécsei gia nhập câu lạc bộ Thụy Sĩ Lugano theo một bản hợp đồng cho mượn dài hạn 

## Thống kê câu lạc bộ
Tính đến 6 tháng 12 năm 2014
| Câu lạc bộ          | Mùa giải  | Giải vô địch | Giải vô địch | Cúp     | Cúp       | Cúp Liên đoàn | Cúp Liên đoàn | Châu Âu | Châu Âu   | Tổng cộng | Tổng cộng |
| Câu lạc bộ          | Mùa giải  | Số trận      | Bàn thắng    | Số trận | Bàn thắng | Số trận       | Bàn thắng     | Số trận | Bàn thắng | Số trận   | Bàn thắng |
| ------------------- | --------- | ------------ | ------------ | ------- | --------- | ------------- | ------------- | ------- | --------- | --------- | --------- |
| Honvéd              |           |              |              |         |           |               |               |         |           |           |           |
| 2010–11             | 3         | 0            | 0            | 0       | 0         | 0             | —             | —       | 3         | 0         |           |
| 2011–12             | 8         | 0            | 2            | 1       | 0         | 0             | —             | —       | 10        | 1         |           |
| 2012–13             | 25        | 4            | 3            | 0       | 1         | 0             | 1             | 0       | 30        | 4         |           |
| 2013–14             | 28        | 5            | 1            | 0       | 1         | 0             | 2             | 0       | 32        | 5         |           |
| 2014–15             | 21        | 0            | 1            | 0       | 2         | 0             | —             | —       | 24        | 0         |           |
| 2015–16             | 5         | 0            | 0            | 0       | 0         | 0             | 0             | 0       | 5         | 0         |           |
|                     | Tổng cộng | 90           | 9            | 7       | 1         | 4             | 0             | 3       | 0         | 104       | 10        |
| Bologna             |           |              |              |         |           |               |               |         |           |           |           |
| 2015–16             | 0         | 0            | 0            | 0       | —         | —             | —             | —       | 0         | 0         |           |
| Tổng cộng           | 0         | 0            | 0            | 0       | 0         | 0             | 0             | 0       | 0         | 0         |           |
| Lecce               |           |              |              |         |           |               |               |         |           |           |           |
| 2015–16             | 18        | 1            | 2            | 1       | —         | —             | —             | —       | 20        | 2         |           |
| Tổng cộng           | 18        | 1            | 2            | 1       | 0         | 0             | 0             | 0       | 20        | 2         |           |
| Tổng cộng sự nghiệp |           | 108          | 10           | 9       | 2         | 4             | 0             | 3       | 0         | 124       | 12        |

### Bàn thắng quốc tế
Tính đến ngày 27 tháng 3 năm 2023
Bàn thắng và kết quả của Hungary được để trước.
| # | Ngày                 | Địa điểm                        | Đối thủ    | Bàn thắng | Kết quả | Giải đấu                 |
| - | -------------------- | ------------------------------- | ---------- | --------- | ------- | ------------------------ |
| 1 | 12 tháng 11 năm 2021 | Puskás Aréna, Budapest, Hungary | San Marino | 4–0       | 4–0     | Vòng loại World Cup 2022 |
| 2 | 27 tháng 3 năm 2023  | Puskás Aréna, Budapest, Hungary | Bulgaria   | 1–0       | 3–0     | Vòng loại UEFA Euro 2024 |